# Tranebjerg
Tranebjerg és una vila danesa de l'illa de Samsø, és la capital del municipi de Samsø que forma part de la regió de Midtjylland, ambdós creats l'1 de gener del 2007 com a part d'una reforma territorial.
La vila havia tingut un castell, però va ser destruït per Stig Andersen Hvide el 1288. Al nord-oest de la vila hi ha l'església de Tranebjerg, un edifici gòtic del segle xiv amb una torre molt forta construïda vers el 1500. Al centre hi ha el museu de Samsø, dedicat a la història de l'illa i a les antiguitats, també recrea l'interior d'una granja de la zona.